# Kostel Narození Panny Marie (Kravaře)
Kostel Narození Panny Marie v Kravařích je římskokatolický farní kostel v obci Kravaře na Českolipsku. Dnešní barokní podoba kostela je z doby po přestavbě z roku 1650. Náleží pod správu římskokatolické farnosti v Kravařích a je chráněn jako kulturní památka.

## Historie

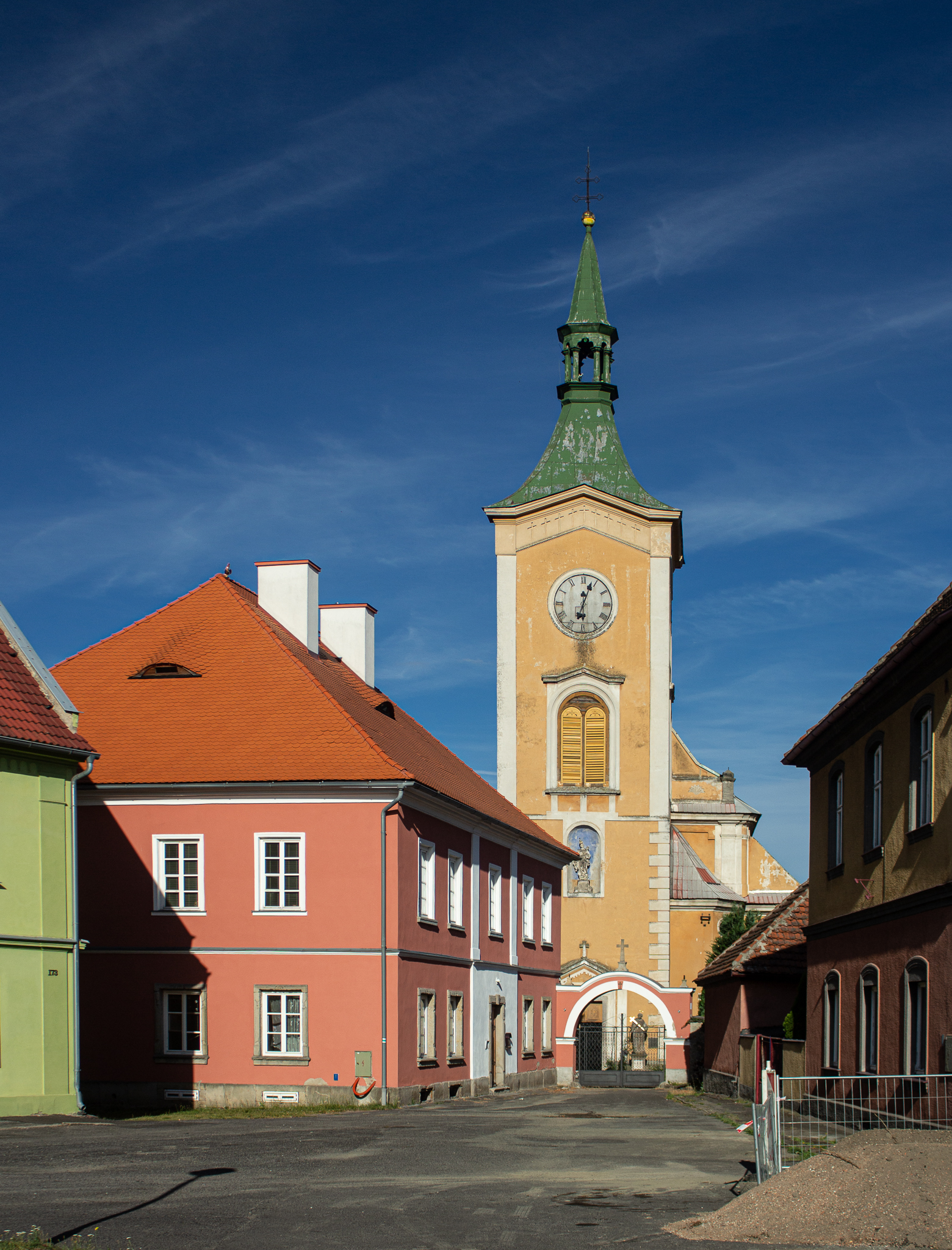
Věž kravařského kostela
a v popředí budova bývalé fary

Již v roce 1384 měly Kravaře (nejméně od roku 1273 tržní město) svého faráře a farní kostel Narození Panny Marie. Původní kostel byl zcela zničen při požáru v roce 1646, ale brzy poté byl obnoven na místě. Čtyři roky po požáru původního kostela z 14. století byl na stejném místě vystavěn v roce 1650 nový kostel v raně barokním slohu. V letech 1744 až 1749 byl upravován. V roce 1860 při dalším požáru shořela částečně věž, místo ní byla o osm let později dostavěna nová v novorománském slohu. Po roce 2000 byl kostel převeden do majetku obce Kravaře.
Duchovní správci kostela jsou uvedeni na stránce: Římskokatolická farnost Kravaře u České Lípy.

## Okolí kostela
Kolem kostela, nacházejícího se na katastru Kravaře v Čechách, vede zeleně značená turistická trasa z kravařského náměstí směrem k vrchu a hradu Ronov. V uzavřeném areálu je u kostela hřbitov s kaplí Panny Marie Pomocné, před vchodem je budova bývalé fary upravená na obytný dům.